# Conneaut Lakeshore
Conneaut Lakeshore is een plaats (census-designated place) in de Amerikaanse staat Pennsylvania, en valt bestuurlijk gezien onder Crawford County.

## Demografie
Bij de volkstelling in 2000 werd het aantal inwoners vastgesteld op 2502.

## Geografie
Volgens het United States Census Bureau beslaat de plaats een oppervlakte van 17,3 km², waarvan 13,5 km² land en 3,8 km² water.

## Plaatsen in de nabije omgeving
De onderstaande figuur toont nabijgelegen plaatsen in een straal van 12 km rond Conneaut Lakeshore.